# Desastre del Hindenburg

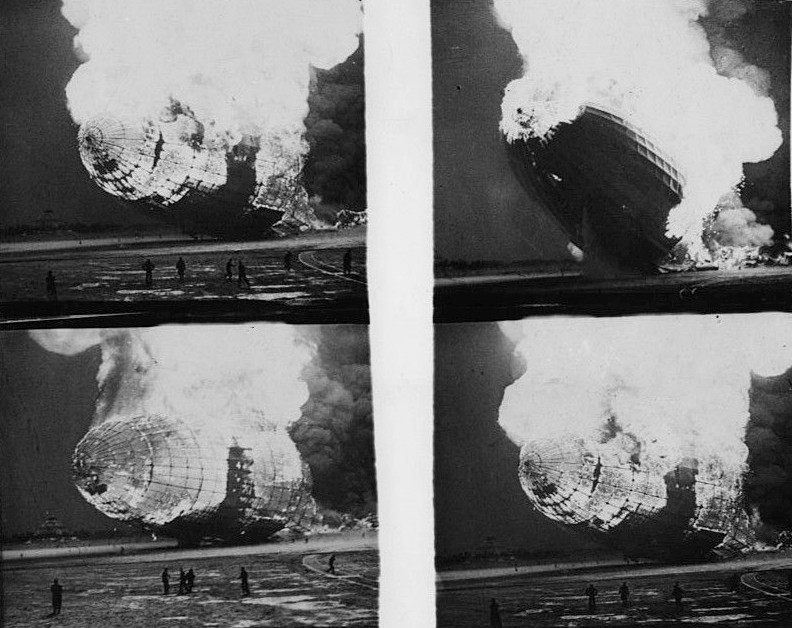
Seqüència del Hindenburg disaster de la Pathé Newsreel.

El Desastre del Hindenburg va tenir lloc el dijous 6 de maig de 1937, quan l'aparell alemany aeri dirigible de passatgers LZ 129 Hindenburg que s'havia enlairat 3 dies abans a Frankfurt del Main, es va incendiar i va ser destruït quan intentava aterrar a l'Estació Naval de Lakehurst a Manchester Township, Nova Jersey, Estats Units. De les 97 persones que hi havia a bord (36 passatgers i 61 tripulants), 35 en van resultar víctimes (13 passatgers i 22 tripulants). Un treballador de terra també hi va morir a conseqüència de les cremades sofertes i en total van morir 36 persones.
Aquest desastre va tenir una cobertura periodística espectacular amb enregistrament cinematogràfic per part de Herbert Morrison. S'han plantejat una gran quantitat d'hipòtesis per explicar la causa d'aquesta combustió que van des del sabotatge per part d'algun passatger (hipòtesi inicialment preferida i sostinguda fins i tot pel capità del dirigible) a guspires provocades per electricitat estàtica, pel Foc de Sant Elm o un llamp. També s'ha proposat l'acció de la pintura incendiària, o d'una fallada dels motors o una punxada. Va significar la fi de l'era dels dirigibles.
Avisat de les males condicions meteorològiques que trobaria a Lakehurst, el Capità Max Pruss va passar per l'illa de Manhattan, on una gran gernació va poder veure el dirigible.
Al voltant de les 7:00 p.m. a una altitud de 650 peus (200 metres), el Hindenburg inicià l'acostament a la Lakehurst Naval Air Station per intentar aterrar-hi mitjançant un tipus de maniobra d'amarratge mitjançant cordes que era comuna en els dirigibles dels Estats Units però que poques vegades havia practicat el Hindenburg.
A les 7:18, el capità del Hindenburg ordenà deixar anar successivament part del llast d'aigua.
A les 7:25 p.m., uns pocs testimonis van dir que els va semblar que el dirigible perdia un gas. D'altres van observar una flama blava;– possiblement electricitat estàtica, o el Foc de Sant Elm moments abans que s'iniciés el foc començant per la proa del dirigible.

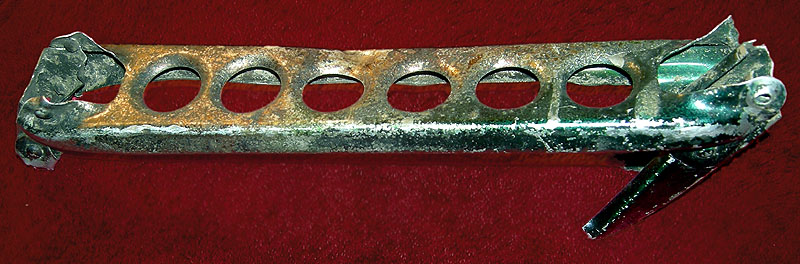
Creu de duralumini del Hindenburg

## Desastre

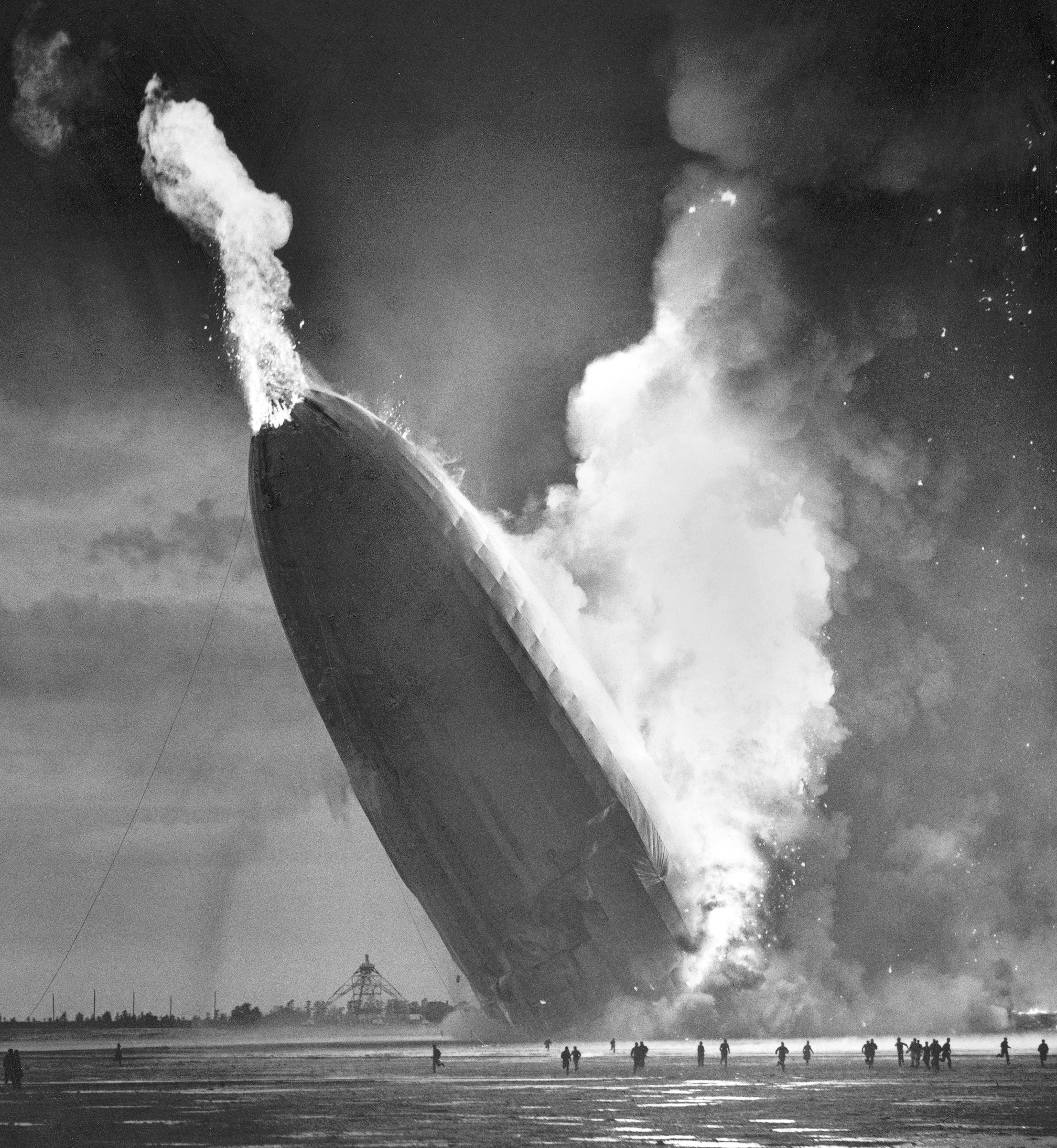
Foc a la proa del Hindenburg

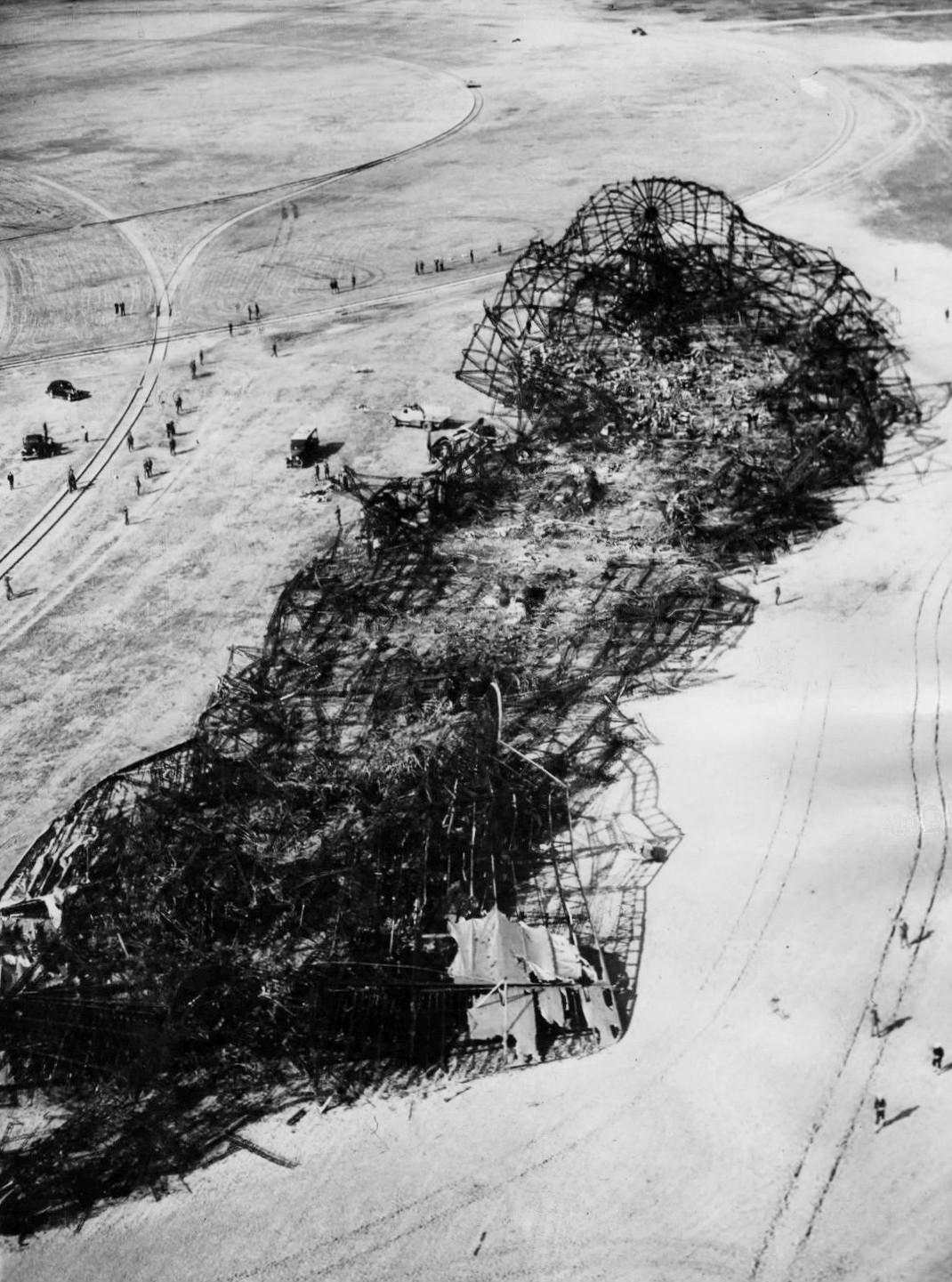
El Hindenburg la matinada següent al seu xoc

A les 7:25 p.m hora local, el Hindenburg s'incendià i ràpidament va quedar ple de flames.
No s'ha comprovat des d'on es va iniciar realment el foc i ràpidament el dirigible es desequilibrà.
Quan la cua del Hindenburg xocà contra terra, una gran flama emergí de la proa i matà 12 tripulants. Malgrat que el combustible d'hidrogen va cremar ràpidament el gasoil va continuar cremant durant hores. Des de l'inici de l'incendi fins que el Hinderburg va xocar contra terra van passar de 32 a 37 segons. Cap de les càmeres cinematogràfiques van captar l'inici del foc .
Part de la carcassa feta de duralumini va ser transportada a Alemanya on va ser reciclada per a construir avions militars de la Luftwaffe, com també es van usar els dels LZ 127 Graf Zeppelin i LZ 130 Graf Zeppelin II a partir de 1940.
Els incendis amb hidrogen són menys destructius pels seus voltants que les explosions de gasolina degut a la flotabilitat de l'hidrogen (H₂) que fa que la calor s'aixequi més cap amunt en lloc de fer-ho per la circumferència. L'hidrogen del Hindenburg es va cremar totalment en uns 90 segons.

## Hipòtesi de l'hidrogen
Hi podria haver hagut una pèrdua de gas hidrogen del dirigible que, una vegada barrejat amb l'aire, podria haver creat oxihidrogen i omplert l'espai entre la pell i les cel·les.
Malgrat que el gas hidrogen podria haver estat odoritzat amb all, només es podria haver detectat en la zona de la fuita.